# Battaglia di Long Sault
La battaglia di Long Sault è stata una battaglia combattuta per 5 giorni nel corso delle guerre dei castori tra la milizia coloniale Francese, assistita dai suoi alleati Uroni e Algonchini, e la Confederazione Irochese.

## Battaglia
Adam Dollard des Ormeaux era un ufficiale della guarnigione di Ville-Marie inviato dal governatore Paul Chomedey de Maisonneuve a tendere un'imboscata ad un gruppo di guerrieri Irochesi, che stavano pianificando un attacco a Ville-Marie.
Dollars si stabilì in una vecchia fortificazione algonchina alla guida di 16 miliziani e 4 algonchini, presto supportati da dei guerrieri Uroni.
Il forte resistette per 5 giorni agli attacchi  fino all'arrivo di 500 guerrieri Irochesi diretti a Ville-Marie, che ebbero la meglio sui difensori del forte.
Solo 4 Uroni si salvarono e portarono la notizia a Ville-Marie.